# La Croix-Avranchin
La Croix-Avranchin è un comune francese di 505 abitanti situato nel dipartimento della Manica nella regione della Normandia.

## Società

### Evoluzione demografica
Abitanti censiti